# Ríkharðsdóttir
Ríkharðsdóttir ist ein isländischer Name.

## Bedeutung
Der Name ist ein Patronym und bedeutet Tochter des Ríkharður. Die männliche Entsprechung ist Ríkharðsson (Sohn des Ríkharður).

## Namensträgerinnen
- Ragnheiður Ríkharðsdóttir (* 1949), isländische Politikerin (Unabhängigkeitspartei)
- Sif Ríkharðsdóttir (* 1972), isländische Literaturwissenschaftlerin